# BIG LEAGUE TODAY
BIG LEAGUE TODAY（ビッグ・リーグ・トゥデイ）は、メジャーリーグ(MLB)開催期間中にJ-WAVEで放送されるラジオ番組。

## 概要
2003年からMLBシーズンの毎日（特別番組の放送日を除く）に5分間番組として放送。主に日本人選手が在籍している球団を中心にMLBの情報を主にニューヨークから生放送で伝えていた。例年4月から10月まで放送されていたが、2008年はシーズン途中の7月17日で放送を終了している。同年8月以降のMLB情報はJAM THE WORLD内コーナーのFROM USに引き継がれた。放送された全年度で朝日新聞社が提供をしていた。

## 放送時間
| 年度          | 月曜-木曜   | 金曜        | 土曜        | 日曜        |
| ------------- | ----------- | ----------- | ----------- | ----------- |
| 2003年        | 12:52-12:57 | 12:50-12:55 | 11:25-11:30 | 11:25-11:30 |
| 2004年        | 13:40-13:45 | 13:50-13:55 | 11:05-11:10 | 11:00-11:05 |
| 2005年-2008年 | 13:55-14:00 | 13:55-14:00 | 14:55-15:00 | 12:55-13:00 |

## ナビゲーター
- 眞田薫（2005年-2008年）
- 古内義明（2008年）

### 過去のナビゲーター
- 福ノ上達也（2003年）
- 小林紀美（2004年-2007年）

### 担当曜日
| 年度   | 月曜-木曜 | 金曜   | 土曜   | 日曜   |
| ------ | --------- | ------ | ------ | ------ |
| 2003年 | 福ノ上    | 福ノ上 | 福ノ上 | 福ノ上 |
| 2004年 | 小林      | 小林   | 小林   | 小林   |
| 2005年 | 小林      | 小林   | 眞田   | 小林   |
| 2006年 | 小林      | 小林   | 小林   | 眞田   |
| 2007年 | 小林      | 小林   | 眞田   | 小林   |
| 2008年 | 眞田      | 眞田   | 古内   | 古内   |